# Crescia

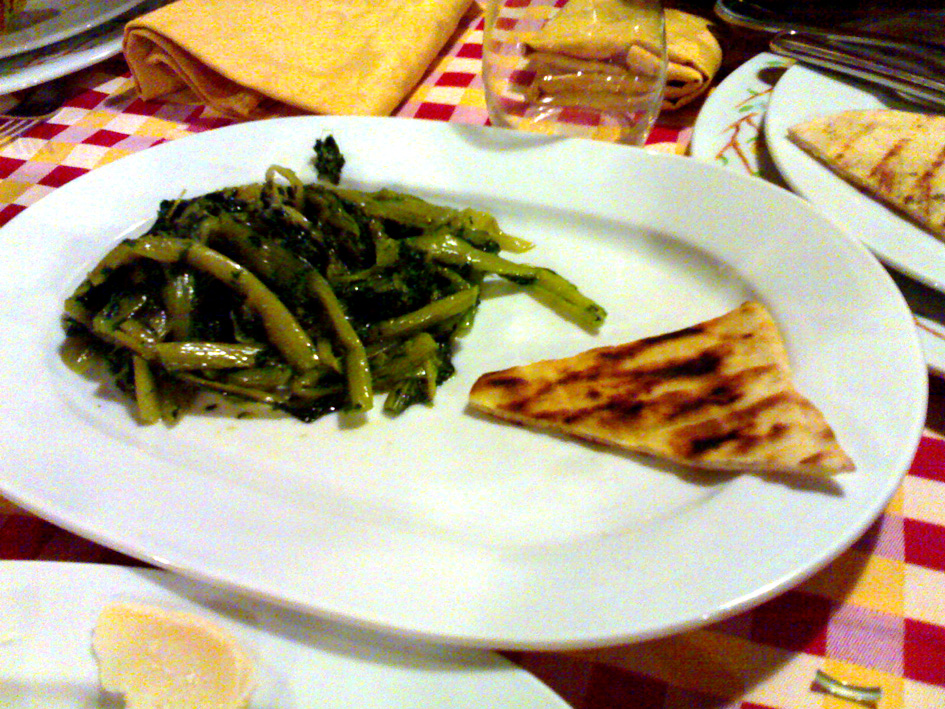

Crescia ist ein italienisches Fladenbrot, das für die Regionen Marken und Umbrien typisch ist und sich im Laufe der Zeit in verschiedenen Variationen verbreitet hat.
Die Crescia und die Piadina Romagnola haben wahrscheinlich einen gemeinsamen Ursprung, der auf das Brot zurückzuführen ist, das zu der Zeit verwendet wurde, als die byzantinische Armee in der Romagna im Norden der Region Marken und in Umbrien an der Via Flaminia stationiert war.
In ihrer scheinbaren Einfachheit ist die Crescia ein Brot, das im Laufe der Jahrhunderte viele Generationen von Menschen ernährt hat. Bis heute erfreut es sich großer Beliebtheit bei allen Altersklassen und wird pur oder mit unterschiedlichen Füllungen, wie Schinken, Mortadella, Salami, Weichkäse, Parmesan, Thunfisch, Lachs, Sardellen und gedünsteten Gemüsen oder Rucola verzehrt. Bei den Füllungen sind der Phantasie keine Grenzen gesetzt, sie orientieren sich häufig auch an saisonal verfügbaren Produkten, wie z. B.: Trüffel. Angeboten wird die Crescia in speziellen Bäckereien, Feinkostgeschäften, Supermärkten, Bars, Restaurants und bereichern heute auch die Street-Food-Szene.
Jede Stadt oder Provinz hat ihr eigenes Rezept für die „beste“ Crescia. Die Grundzutaten für die Zubereitung der Crescia sind Weizenmehl, Wasser oder Milch, Schweineschmalz, Eier, Pfeffer und Salz. Das Schweineschmalz wird heute in manchen Orten durch Butter oder Olivenöl ersetzt. Früher wurden die Teigfladen auf Ton- oder Gusseisenplatten über dem Holzkohlenfeuer gebacken. Die Crescia kann warm und kalt verzehrt werden. Bereits vorgebackene Crescia werden in einer Pfanne mit Antihaftbeschichtung von beiden Seiten gut erhitzt und anschließend mit den Wunschzutaten gefüllt.

## Lokale Varianten

### Urbino
Die Crescia von Urbino, auch Crescia sfogliata genannt, wird aus Mehl, Eier, Milch, Schweineschmalz, Salz und Pfeffer hergestellt. Der Geburtsort der Crescia sfogliata wird den Küchen des Herzogpalastes von Urbino zugeschrieben, die bereits seit 1450 sehr aktiv sind. Es ist bekannt, dass Graf Federico von Montefeltro während seines Aufenthalts im Palast sehr einfache Mahlzeiten zu sich nahm, wie er es von der Feldküchen während seiner Kriegszüge gewohnt war. Als es jedoch darum ging, Gäste in seinem prunkvollen Palast zu empfangen und zu bewirten, befahl er, üppige Bankette herzurichten, auf denen nur das Beste gereicht wurde. Die Palastköche hatten daher die Aufgabe, das einfache Fladenbrot (Focaccia) so aufzuwerten, dass es von Geschmack und Aussehen als wertvolles Brot den vornehmen Gästen präsentiert werden kann. Zu Mehl und Schweineschmalz fügten sie Eier hinzu, die den Teig goldgelb färbten. Das Wasser ersetzten sie durch Milch. Um den Gästen klarzumachen, dass ihr Graf einer der reichsten Herren der Zeit war, fügten sie der goldgelben Teigmasse eine Handvoll gestoßenen Pfeffer hinzu. Pfeffer war zu dieser Zeit, wie viele andere exotische Gewürze, ein sehr teures und kostbares Gut, welches nur in kleinen Mengen über den Seeweg aus Indien geliefert wurde und deshalb nur für einen kleinen Kreis Wohlhabender zur Verfügung stand. Was die Crescia sfogliata di Urbino neben dem Vorhandensein von Milch, Eiern und Pfeffer auszeichnet, ist die besondere Art der Verarbeitung und Zubereitung des Teiges zu einem knusprigen, blätterteigartigen Brotfladen.

### Pesaro und Fano
Die Crescia pesarese, wird oft als „Piadina“ bezeichnet und ist in Pesaro, in Fano und in den umliegenden Gebieten weit verbreitet. Sie wird ohne Hefe zubereitet und enthält eine große Menge an Schweineschmalz. Es gibt zwei Varianten: die Crescia vonta und die Crescia sfojeta. Die Crescia vonta ist ziemlich dick und wird nach dem Backen auf beiden Seiten mit Schweinefett eingestrichen und anschließend auf beiden Seiten gegrillt. Häufig wird sie gefüllt mit gedünstetem Kohl angeboten. Die Crescia sfojeta ist ebenfalls dick aber rechteckig. Der Teig wird sehr dünn ausgerollt und anschließend zusammengefaltet. Dieser Vorgang wird mehrmals wiederholt, dadurch erhält man viele Schichten, die beim Backen erhalten bleiben. Diese sehr nahrhafte Crescia war ursprünglich als Mahlzeit für die auf den Feldern hart arbeitenden Bauern bestimmt.

### Ancona
Weiter südlich in der Provinz Ancona verliert die Crescia allmählich ihre Besonderheiten und wird zu einem viel einfacheren Produkt. Hier wird die Crescia mit dem gleichen Teig wie Brot zubereitet und auf dem Grill oder im Ofen gebacken. Häufig wird sie mit frischem Gartengemüse, wie gedünstetem Mangold oder Spinat zubereitet, kann aber auch mit Wurstwaren wie Salami oder Schinken kombiniert werden. Manchmal wird das Weizenmehl durch das gelbe Maismehl ersetzt, um den Anschein von Eiern zu erwecken.

### Macerata
Auch in der Provinz Macerata und im gesamten Gebiet von Alto Chiascio wird die Crescia mit Brotteig zubereitet, hat jedoch eine ähnliche Konsistenz wie die toskanische Schiacciata. Rund mit gewelltem Rand und kleinen Vertiefungen auf der Oberfläche, die das Olivenöl auf der Crescia besser halten. Belegt wird es mit Zwiebeln und Rosmarin und manchmal auch mit Speck- oder Schinkenwürfel.

### Ascoli Piceno
In Ascoli Piceno wird die klassische Crescia verdrängt durch das Chichi ripieno. Es ist einer Focaccia sehr ähnlich und wird mit einer Füllung aus Sardellen, Kapern, Paprika, Oliven, Thunfisch und Artischocken gebacken. Der Teig wird aus Mehl, Wasser, Salz, Hefe, nativem Olivenöl extra und Malz zubereitet. Das Schweineschmalz verschwindet hier ganz.

### Gubbio
Das bekannteste und beliebteste Rezept in Umbrien ist die Crescia di Gubbio. Wasser, Mehl und Salz werden von Hand zu einem geschmeidigen Teig geknetet und auf Gusseisenplatten oder heute auf Pfannen mit Antihaftbeschichtung von beiden Seiten gebacken. Sie wird normalerweise mit Schinken, verschiedenem Aufschnitt, Käse oder mit gegrillten Würstchen und Spinat in einer Pfanne serviert.

## La Crescia di Pasqua
Im Zentrum und im Norden der Region Marken wird der Name Crescia ebenfalls verwendet für einen salzigen Kuchen der zu Ostern gebacken wird, die Crescia di Pasqua. Der Teig wird mit geriebenem Pecorino-Käse vermengt, der den Kuchen gelb färbt und ihn zu einer salzigen Speise macht.